# هازلهورست (جورجيا)
هازلهورست (بالإنجليزية: Hazlehurst, Georgia)‏ هي مدينة تقع في مقاطعة جيف ديفيس بولاية جورجيا في الولايات المتحدة. تبلغ مساحة هذه المدينة 12.3 (كم²)، وترتفع عن سطح البحر 76 م، بلغ عدد سكانها 3787 نسمة في عام 2010 حسب إحصاء مكتب تعداد الولايات المتحدة.

## وصلات خارجية
- Cities & Counties - Georgia.gov